# Hesperantha rupicola
Hesperantha rupicola är en irisväxtart som beskrevs av Peter Goldblatt. Hesperantha rupicola ingår i släktet Hesperantha och familjen irisväxter. Inga underarter finns listade i Catalogue of Life.